# Župkov
Župkov (bis 1927 slowakisch „Žubkov“; ungarisch Erdősurány – bis 1892 Zsupkó) ist eine Gemeinde in der Mittelslowakei mit 842 Einwohnern (Stand 31. Dezember 2024), die zum Okres Žarnovica, einem Kreis des Banskobystrický kraj, gehört. Nach der Reihenfolge des slowakischen Alphabets steht Župkov an der letzten Stelle aller slowakischen Gemeinden.

## Geographie
Die Gemeinde befindet sich in der Furche Veľkopolská brázda, die die Gebirge Pohronský Inovec und Vtáčnik voneinander trennt, an einem Zufluss von Kľak. Das Gemeindegebiet ist dementsprechend gebirgig und hat neben dem Hauptort einige Einzelhöfe (slowakisch regional lazy). Das Ortszentrum liegt auf einer Höhe von 380 m n.m. und ist neun Kilometer von Žarnovica entfernt.
Nachbargemeinden sind Ostrý Grúň im Norden, Hrabičov im Nordosten, Horné Hámre im Südosten und Píla im Westen.

## Geschichte
Der Ort wurde zum ersten Mal 1674 als Teil des Herrschaftsguts von Burg Revište schriftlich erwähnt; andere Quellen nennen erst das Jahr 1808 (als Zubkowa). Lange Zeit war er Teil von Horné Hámre und spaltete sich erst im 19. Jahrhundert ab. 1828 zählte man 35 Häuser und 337 Einwohner, die von Bergbau und Forstwirtschaft lebten, wie noch heute das Wappen zeigt.
Bis 1918 gehörte der im Komitat Barsch liegende Ort zum Königreich Ungarn und kam danach zur Tschechoslowakei beziehungsweise heute Slowakei. Am 24. Januar 1945 wurden die Einwohner von der Antipartisaneneinheit Edelweiß vertrieben und danach das Dorf geplündert und in Brand gesetzt; nach dem Ende des Zweiten Weltkriegs wurde Župkov wiederaufgebaut und 1956 elektrifiziert.

## Bevölkerung
| Jahr                | 1994 | 2004    | 2014     | 2024    |
| ------------------- | ---- | ------- | -------- | ------- |
| Anzahl der Personen | 734  | 727     | 872      | 842     |
| Unterschied         |      | −0,95 % | +19,94 % | −3,44 % |

| Jahr                | 2023 | 2024    |
| ------------------- | ---- | ------- |
| Anzahl der Personen | 851  | 842     |
| Unterschied         |      | −1,05 % |

Gemäß der Volkszählung 2011 wohnten in Župkov 829 Einwohner, davon 766 Slowaken, zwei Tschechen und ein Magyare; ein Einwohner gab eine andere Ethnie an. 59 Einwohner machten keine Angabe. 695 Einwohner bekannten sich zur römisch-katholischen Kirche, sieben Einwohner zur evangelischen Kirche und jeweils ein Einwohner zu den Mormonen, zur griechisch-katholischen Kirche, zur jüdischen Gemeinde, zur kongregationalistischen Kirche sowie zur orthodoxen Kirche. 32 Einwohner waren konfessionslos und bei 90 Einwohnern wurde die Konfession nicht ermittelt.